# Vadelaincourt
Vadelaincourt is een gemeente in het Franse departement Meuse (regio Grand Est) en telt 66 inwoners (2009). De plaats maakt deel uit van het arrondissement Verdun.
De plaats maakt sinds maart 2015 deel uit van het toen opgerichte kanton Dieue-sur-Meuse. Daarvoor was het deel van het toen opgeheven kanton Souilly.

## Geografie
De oppervlakte van Vadelaincourt bedraagt 5,3 km², de bevolkingsdichtheid is dus 12,5 inwoners per km².
De onderstaande kaart toont de ligging van Vadelaincourt met de belangrijkste infrastructuur en aangrenzende gemeenten.

## Demografie
Onderstaande figuur toont het verloop van het inwonertal (bron: INSEE-tellingen).